# Chaetoplagia atripennis
Chaetoplagia atripennis là một loài ruồi trong họ Tachinidae.